# Dornrosen
Die Dornrosen sind eine Pop-Kabarett-Band aus Österreich bestehend aus den drei Schwestern Katharina, Christine und Veronika Schicho. Seit 2019 treten sie als The Schick Sisters auf.

## Geschichte und Wirken
Gegründet wurde die „Geschwisterband mit Schmäh“ von den drei Schwestern Katharina (* 1979), Christine (* 1980) und Veronika (* 1984) Schicho im Jahr 2001. Ihr erstes gemeinsames Programm hieß Frauen sind von der Venus. Dieses und die Folgeprogramme brachte ihnen zahlreiche Auftritte in Österreich, Deutschland und der Schweiz ein. In den Jahren 2001 und 2010 waren sie bei den österreichischen UNO-Truppen in Zypern, im Kosovo und auf den Golan-Höhen.
In der Wintersaison 2010/2011 erlangte die Single Rehgehegesong Bekanntheit in Österreich. Von 2011 bis 2015 arbeiteten sie mit dem Musiklabel Universal Music in Österreich zusammen.
2013 waren sie mit ihrem Programm Volle Kanne im Rahmen der Hyundai Kabarett-Tage im ORF zu sehen, weitere Auftritte bei der Ladies Night (WDR) und im Servus TV.
Sie produzierten ihr Video Schatzi, Schatzi mit Ottfried Fischer als Gast. Ab 2014 sind sie die fixe Band bei Ottfried Fischers Talkshow Ottis Aquarium im Heimatkanal auf Sky.
Die musikalischen Schwestern schreiben, komponieren und arrangieren ihre Musik und Texte selbst. Für ihre Bühnenshows arbeiten sie zusammen mit diversen Schauspielern, wie z. B. Bernhard Murg und Hannes Ringlstetter. Die Geschwisterband ist dem Pop-Kabarett zuzurechnen, inhaltlich sind ihre Personality-Shows selbstironisch mit Hang zur Skurrilität.
Der Vater der drei Schwestern ist der Komponist Friedrich Schicho, der „musikalische Vater“ des Titels Anton aus Tirol.
Im Oktober 2022 veröffentlichten sie gemeinsam mit den Musikern von Opus die Single Good Or Bad, im April 2023 folgte die Single So Simple. Mit Opus nahmen sie 2023 auch den Flughafen-Jingle Welcome to Vienna und das im September 2023 veröffentlichte Album We Are One auf.

## Auszeichnungen
- 2017: Josef-Krainer-Heimatpreis[11]

## Bühnenprogramme
- Frauen sind von der Venus (2001)
- Männerschutzfaktor 3 (2005)
- Furchtbar Fruchtbar (2008)
- Knecht Ruprechts Töchter (2010/2011)
- Volle Kanne (2011)
- Geschwisterliebe, Dornrosen + ihre Gärtner (2012)
- Unverblümt (2014)
- Knecht Ruprechts Töchter Vol. 2 (2015)
- Weltscheibn (2016)
- Wahnsinnlich (2018)

## Diskografie

### Alben
- Close Together (2020; The Schick Sisters, Hoanzl/Sisters Records)
- Weltscheibn (2016; Dornrosen/Südpolmusic)
- Geschwisterliebe (2012; Universal Music)

### Singles
- Rehgehegesong (2011; Amadeo/Universal Music)
- Frauen sind von der Venus! (2012; Amadeo/Universal Music)
- Schatzi Schatzi Schatzi (2013 Universal Music)

### Videoalben
- unverblümt (2015)
- Männerschutzfaktor 3 (2009; Hoanzl/Dornrosen)
- Furchtbar Fruchtbar (2010; Hoanzl/Dornrosen)